# Coenochilus tuberculicollis
Coenochilus tuberculicollis är en skalbaggsart som beskrevs av Moser 1912. Coenochilus tuberculicollis ingår i släktet Coenochilus och familjen Cetoniidae. Inga underarter finns listade i Catalogue of Life.